# Houardiella salicorniae
Houardiella salicorniae är en tvåvingeart som beskrevs av Jean-Jacques Kieffer 1912. Houardiella salicorniae ingår i släktet Houardiella och familjen gallmyggor. Inga underarter finns listade i Catalogue of Life.